# داميان سانتين
داميان سانتين (بالإسبانية: Damían Santín) هو لاعب كرة قدم أوروغواياني في مركز الدفاع، ولد في 22 سبتمبر 1980 في كوكوتا في كولومبيا. لعب مع أتلتيكو ناسيونال وأوليمبو وانيستتوتو وبيلا فيستا ونادي دانوبيو ونادي كاشياس دو سول.

## وصلات خارجية
- داميان سانتين على موقع قاعدة بيانات كرة القدم.إي يو (الإنجليزية)
- داميان سانتين على موقع Soccerway.com (الإنجليزية)